# Евангелическое училище в Китеэ
Евангелическое народное училище г. Китеэ (Finland: Kiteen Evankelinen Kansanopisto)

## История основания
Евангелическое Народное Училище г. Китеэ было основано в 1943 году по инициативе Калле Тиайнена, кантора местной церкви. Зимой 1947 года на пожертвования было построено главное здание училища, но первые занятия начались уже в декабре 1946 года. На первом курсе обучалось 36 человек. Учебное заведение предоставляло молодёжи не только возможность получать профессиональные навыки и знания, но и воспитывало её в соответствии с христианскими традициями. С самого начала в училище обращалось серьёзное внимание на практическую подготовку учащихся и на сообщение им сведений, из которых они могли бы потом извлечь практическую пользу.
Первым ректором училища был назначен Йоосе Хютонен.

## Обучение
В настоящее время училище предлагает образовательную программу для старшеклассников, позволяющую закрепить полученные в школе знания по общеобразовательным дисциплинам и повысить баллы свидетельства об окончании неполной средней школы. Аналогичная образовательная программа предлагается и для иммигрантов.
Взрослые могут получить в училище новую профессию в области информационных технологий или для работы в сфере социального обслуживания. На разнообразных краткосрочных курсах, таких как научные лагеря, курсы иностранных языков, курсы открытого университета или курсы в области социальной сферы можно повысить свою квалификацию. Большая часть краткосрочных курсов проводится в летнее время.
На годичных курсах обучается около 250 учащихся и на краткосрочных около 1100 (2023). 
В училище работает прекрасный преподавательский состав, отличающийся профессиональным и творческим подходом к своему делу. Один из них - преподаватель музыки Пламен Димов, болгарин по национальности. Стоял у истоков создания известной финской рок-группы Nightwish.
В качестве музыканта работал в Норвегии, Германии, Швейцарии, Болгарии. Играет на скрипке, гитаре, фортепиано, ударных инструментах.
Ещё один преподаватель - Паси Пиринен, в прошлом известный игрок в бейсбол. В 1999-2000 г.г. был признан лучшим игроком суперлиги. Преподаёт биологию, географию, физкультуру и математику.

## Расположение
Учебное заведение находится в г. Китеэ, Восточная Финляндия, в 40 км от пограничного пункта Вяртсиля и в 100 км от Сортавалы.
В училище имеются все возможности для обучения, проживания и отдыха: учебный корпус, общежитие, столовая, сауна с бассейном. Учащиеся совершают познавательные экскурсии, изучают СМИ, работу гражданских обществ, информатику, языки и литературу, знакомятся с культурой и занимаются спортом.